# Ronde van Azerbeidzjan 2014
De 3e editie van de Ronde van Azerbeidzjan in Azerbeidzjan, ook de Tour d'Azerbaïdjan genoemd, vond in 2014 plaats van 7 tot en met 11 mei. De start en finish waren in Bakoe. De ronde maakte deel uit van de UCI Europe Tour 2014. De koers was ten opzichte van het jaar voordien gepromoveerd tot UCI-wedstrijdcategorie 2.1. Deze editie werd gewonnen door de Rus Ilnur Zakarin.
De koers moet niet verward worden met de Ronde van Iraans-Azerbeidzjan 2014, die in juni 2014 gereden werd.

## Deelnemende ploegen
| ProContinentaal        | Continentaal               | Nationaal |
| ---------------------- | -------------------------- | --------- |
| Androni Giocattoli     | Synergy Baku               | Australië |
| Caja Rural-Seguros RGA | Adria Mobil                |           |
| CCC Polsat Polkowice   | Alpha Baltic               |           |
| Drapac                 | An Post-Chainreaction      |           |
| MTN-Qhubeka            | Astana CT                  |           |
| Neri Sottoli           | China Huasen               |           |
| Novo Nordisk           | Gebrüder Weiss-Oberndorfer |           |
| RusVelo                | Giant-Shimano DT           |           |
|                        | Itera-Katjoesja            |           |
|                        | Kolss                      |           |
|                        | La Pomme Marseille         |           |
|                        | Leopard DT                 |           |
|                        | Rad-Net Rose               |           |
|                        | Rapha Condor JLT           |           |
|                        | Torku Şeker Spor           |           |
|                        | Tusnad                     |           |

## Etappe-overzicht
| etappe | datum  | start  | finish    | type      | afstand | winnaar          | klassementsleider |
| ------ | ------ | ------ | --------- | --------- | ------- | ---------------- | ----------------- |
| 1e     | 7 mei  | Bakoe  | Sumqayıt  | Heuvelrit | 154 km  | Kenny van Hummel | Kenny van Hummel  |
| 2e     | 8 mei  | Bakoe  | İsmayıllı | Heuvelrit | 187 km  | Primož Roglič    | Will Clarke       |
| 3e     | 9 mei  | Qəbələ | Qəbələ    | Bergrit   | 180 km  | Youcef Reguigui  | Will Clarke       |
| 4e     | 10 mei | Qəbələ | Pirqulu   | Bergrit   | 115 km  | Linus Gerdemann  | Ilnur Zakarin     |
| 5e     | 11 mei | Bakoe  | Bakoe     | Heuvelrit | 202 km  | Justin Jules     | Ilnur Zakarin     |

## Etappe-uitslagen

### 1e etappe
| Bakoe - Sumqayıt (154 km) |                    |                        |          |
| Plaats                    | Naam               | Ploeg                  | Tijd     |
| Winnaar                   | Kenny van Hummel   | Androni Giocattoli     | 3u46'38" |
| 2                         | Vitali Boets       | Kolss                  | z.t.     |
| 3                         | Davide Viganò      | Caja Rural-Seguros RGA | z.t.     |
| 4                         | Maksym Averin      | Synergy Baku           | z.t.     |
| 5                         | Youcef Reguigui    | MTN-Qhubeka            | z.t.     |
| 6                         | Matej Mugerli      | Adria Mobil            | z.t.     |
| 7                         | Joeri Metloesjenko | Torku Şeker Spor       | z.t.     |
| 8                         | Dmitry Krivtsov    | Kolss                  | z.t.     |
| 9                         | Peio Bilbao        | Caja Rural-Seguros RGA | z.t.     |
| 10                        | Radoslav Rogina    | Adria Mobil            | z.t.     |
|                           |                    |                        |          |
| 70                        | Laurent Vandenbak  | An Post-Chainreaction  | z.t.     |

| Algemeen klassement |                    |                        |          |
| Plaats              | Naam               | Ploeg                  | Tijd     |
| Blauwe trui         | Kenny van Hummel   | Androni Giocattoli     | 3u46'38" |
| 2                   | Vitali Boets       | Kolss                  | z.t.     |
| 3                   | Davide Viganò      | Caja Rural-Seguros RGA | z.t.     |
| 4                   | Maksym Averin      | Synergy Baku           | z.t.     |
| 5                   | Youcef Reguigui    | MTN-Qhubeka            | z.t.     |
| 6                   | Matej Mugerli      | Adria Mobil            | z.t.     |
| 7                   | Joeri Metloesjenko | Torku Şeker Spor       | z.t.     |
| 8                   | Dmitry Krivtsov    | Kolss                  | z.t.     |
| 9                   | Peio Bilbao        | Caja Rural-Seguros RGA | z.t.     |
| 10                  | Radoslav Rogina    | Adria Mobil            | z.t.     |
|                     |                    |                        |          |
| 70                  | Laurent Vandenbak  | An Post-Chainreaction  | z.t.     |

### 2e etappe
| Bakoe - İsmayıllı (187 km) |                   |                        |          |
| Plaats                     | Naam              | Ploeg                  | Tijd     |
| Winnaar                    | Primož Roglič     | Adria Mobil            | 4u55'02" |
| 2                          | Will Clarke       | Drapac                 | z.t.     |
| 3                          | Rafael Andriato   | Neri Sottoli           | + 10"    |
| 4                          | Matej Mugerli     | Adria Mobil            | z.t.     |
| 5                          | Vitali Boets      | Kolss                  | z.t.     |
| 6                          | Radoslav Rogina   | Adria Mobil            | z.t.     |
| 7                          | Lars van der Haar | Giant-Shimano DT       | + 11"    |
| 8                          | Peio Bilbao       | Caja Rural-Seguros RGA | + 12"    |
| 9                          | Klemen Štimulak   | Adria Mobil            | z.t.     |
| 10                         | Joël Zangerlé     | Leopard DT             | z.t.     |
|                            |                   |                        |          |
| 113                        | Laurent Vandenbak | An Post-Chainreaction  | + 29'23" |

| Algemeen klassement |                   |                        |          |
| Plaats              | Naam              | Ploeg                  | Tijd     |
| Blauwe trui         | Will Clarke       | Drapac                 | 8u41'41" |
| 2                   | Vitali Boets      | Kolss                  | + 9"     |
| 3                   | Matej Mugerli     | Adria Mobil            | z.t.     |
| 4                   | Radoslav Rogina   | Adria Mobil            | z.t.     |
| 5                   | Peio Bilbao       | Caja Rural-Seguros RGA | + 11"    |
| 6                   | Klemen Štimulak   | Adria Mobil            | z.t.     |
| 7                   | Joël Zangerlé     | Leopard DT             | z.t.     |
| 8                   | Ilnur Zakarin     | RusVelo                | z.t.     |
| 9                   | Andrij Vasyljuk   | Kolss                  | z.t.     |
| 10                  | Rémy Di Grégorio  | La Pomme Marseille     | + 12"    |
|                     |                   |                        |          |
| 44                  | Lars van der Haar | Giant-Shimano DT       | + 12'39" |
| 73                  | Laurent Vandenbak | An Post-Chainreaction  | + 29'22" |

### 3e etappe
| Qəbələ - Qəbələ (180 km) |                          |                        |          |
| Plaats                   | Naam                     | Ploeg                  | Tijd     |
| Winnaar                  | Youcef Reguigui          | MTN-Qhubeka            | 4u14'20" |
| 2                        | Matej Mugerli            | Adria Mobil            | z.t.     |
| 3                        | Kristian Haugaard Jensen | Giant-Shimano DT       | z.t.     |
| 4                        | Vitali Boets             | Kolss                  | z.t.     |
| 5                        | Shane Archbold           | An Post-Chainreaction  | + 3"     |
| 6                        | Lluís Mas                | Caja Rural-Seguros RGA | z.t.     |
| 7                        | Peio Bilbao              | Caja Rural-Seguros RGA | z.t.     |
| 8                        | Alex Kirsch              | Leopard DT             | z.t.     |
| 9                        | Rafael Andriato          | Neri Sottoli           | z.t.     |
| 10                       | Nicola Testi             | Androni Giocattoli     | z.t.     |
|                          |                          |                        |          |
| 38                       | Lars van der Haar        | Giant-Shimano DT       | z.t.     |
| 126                      | Laurent Vandenbak        | An Post-Chainreaction  | + 6'23"  |

| Algemeen klassement |                    |                        |           |
| Plaats              | Naam               | Ploeg                  | Tijd      |
| Blauwe trui         | Will Clarke        | Drapac                 | 12u56'03" |
| 2                   | Vitali Boets       | Kolss                  | + 7"      |
| 3                   | Matej Mugerli      | Adria Mobil            | z.t.      |
| 4                   | Peio Bilbao        | Caja Rural-Seguros RGA | + 10"     |
| 5                   | Radoslav Rogina    | Adria Mobil            | z.t.      |
| 6                   | Joël Zangerlé      | Leopard DT             | z.t.      |
| 7                   | Fredrik Ludvigsson | Giant-Shimano DT       | z.t.      |
| 8                   | Rémy Di Grégorio   | La Pomme Marseille     | z.t.      |
| 9                   | Lluís Mas          | Caja Rural-Seguros RGA | z.t.      |
| 10                  | Juan José Cobo     | Torku Şeker Spor       | z.t.      |
|                     |                    |                        |           |
| 39                  | Lars van der Haar  | Giant-Shimano DT       | + 12'39"  |
| 81                  | Laurent Vandenbak  | An Post-Chainreaction  | + 35'35"  |

### 4e etappe
| Qəbələ - Pirqulu (115 km) |                            |                        |          |
| Plaats                    | Naam                       | Ploeg                  | Tijd     |
| Winnaar                   | Linus Gerdemann            | MTN-Qhubeka            | 2u59'04" |
| 2                         | Ilnur Zakarin              | RusVelo                | z.t.     |
| 3                         | Vitali Boets               | Kolss                  | + 1'55"  |
| 4                         | Lluís Mas                  | Caja Rural-Seguros RGA | z.t.     |
| 5                         | Darren Lapthorne           | Drapac                 | + 1'57"  |
| 6                         | Jacques Janse Van Rensburg | MTN-Qhubeka            | + 2'05"  |
| 7                         | Sergej Lagkoeti            | Kolss                  | + 2'08"  |
| 8                         | Radoslav Rogina            | Adria Mobil            | z.t.     |
| 9                         | Zjandos Bizjigitov         | Astana CT              | z.t.     |
| 10                        | Alessio Taliani            | Androni Giocattoli     | + 2'11"  |
|                           |                            |                        |          |
| 41                        | Lars van der Haar          | Giant-Shimano DT       | + 5'32"  |
| 119                       | Laurent Vandenbak          | An Post-Chainreaction  | + 29'16" |

| Algemeen klassement |                   |                        |            |
| Plaats              | Naam              | Ploeg                  | Tijd       |
| Blauwe trui         | Ilnur Zakarin     | RusVelo                | 15u55'17"  |
| 2                   | Vitali Boets      | Kolss                  | + 1'52"    |
| 3                   | Lluís Mas         | Caja Rural-Seguros RGA | + 1'55"    |
| 4                   | Darren Lapthorne  | Drapac                 | + 1'57"    |
| 5                   | Radoslav Rogina   | Adria Mobil            | + 2'08"    |
| 6                   | Sergej Lagkoeti   | Kolss                  | z.t.       |
| 7                   | Robert Power      | Australië              | + 3'20"    |
| 8                   | Emanuel Buchmann  | Rad-Net Rose           | + 3'27"    |
| 9                   | Rémy Di Grégorio  | La Pomme Marseille     | + 3'33"    |
| 10                  | Matej Mugerli     | Adria Mobil            | + 3'41"    |
|                     |                   |                        |            |
| 34                  | Lars van der Haar | Giant-Shimano DT       | + 18'01"   |
| 98                  | Laurent Vandenbak | An Post-Chainreaction  | + 1u04'41" |

### 5e etappe
| Bakoe - Bakoe (202 km) |                          |                        |          |
| Plaats                 | Naam                     | Ploeg                  | Tijd     |
| Winnaar                | Justin Jules             | La Pomme Marseille     | 4u41'07" |
| 2                      | Youcef Reguigui          | MTN-Qhubeka            | z.t.     |
| 3                      | Adrian Honkisz           | CCC Polsat Polkowice   | z.t.     |
| 4                      | Vitali Boets             | Kolss                  | z.t.     |
| 5                      | Rafael Andriato          | Neri Sottoli           | z.t.     |
| 6                      | Peio Bilbao              | Caja Rural-Seguros RGA | z.t.     |
| 7                      | Kristian Haugaard Jensen | Giant-Shimano DT       | z.t.     |
| 8                      | Sergej Lagkoeti          | Kolss                  | z.t.     |
| 9                      | Nicola Testi             | Androni Giocattoli     | z.t.     |
| 10                     | Shane Archbold           | An Post-Chainreaction  | z.t.     |
|                        |                          |                        |          |
| 46                     | Lars van der Haar        | Giant-Shimano DT       | + 4'34"  |
| 70                     | Laurent Vandenbak        | An Post-Chainreaction  | + 11'24" |

## Eindklassementen
| Plaats      | Naam               | Ploeg                  | Tijd       |
| ----------- | ------------------ | ---------------------- | ---------- |
| Blauwe trui | Ilnur Zakarin      | RusVelo                | 20u36'24"  |
| 2           | Vitali Boets       | Kolss                  | + 1'52"    |
| 3           | Darren Lapthorne   | Drapac                 | + 1'57"    |
| 4           | Radoslav Rogina    | Adria Mobil            | + 2'08"    |
| 5           | Sergej Lagkoeti    | Kolss                  | z.t.       |
| 6           | Lluís Mas          | Caja Rural-Seguros RGA | + 2'15"    |
| 7           | Robert Power       | Australië              | + 3'24"    |
| 8           | Emanuel Buchmann   | Rad-Net Rose           | + 3'27"    |
| 9           | Rémy Di Grégorio   | La Pomme Marseille     | + 3'33"    |
| 10          | Matej Mugerli      | Adria Mobil            | + 3'41"    |
| 11          | Peio Bilbao        | Caja Rural-Seguros RGA | + 3'44"    |
| 12          | Joël Zangerlé      | Leopard DT             | z.t.       |
| 13          | Juan José Cobo     | Torku Şeker Spor       | z.t.       |
| 14          | Klemen Štimulak    | Adria Mobil            | + 4'34"    |
| 15          | Heiner Parra       | Caja Rural-Seguros RGA | + 5'03"    |
| 16          | Fredrik Ludvigsson | Giant-Shimano DT       | + 5'32"    |
| 17          | Francesco Failli   | Neri Sottoli           | + 5'40"    |
| 18          | Josef Černý        | CCC Polsat Polkowice   | + 6'10"    |
| 19          | Zjandos Bizjigitov | Astana CT              | + 6'27"    |
| 20          | Dmitry Krivtsov    | Kolss                  | + 6'32"    |
|             |                    |                        |            |
| 33          | Lars van der Haar  | Giant-Shimano DT       | + 22'35"   |
| 81          | Laurent Vandenbak  | An Post-Chainreaction  | + 1u16'05" |

| Plaats      | Naam              | Ploeg                 | Punten |
| ----------- | ----------------- | --------------------- | ------ |
| Groene trui | Vitali Boets      | Kolss                 | 115    |
| 2           | Matej Mugerli     | Adria Mobil           | 75     |
| 3           | Youcef Reguigui   | MTN-Qhubeka           | 73     |
|             |                   |                       |        |
| 14          | Kenny van Hummel  | Androni Giocattoli    | 30     |
| 38          | Laurent Vandenbak | An Post-Chainreaction | 5      |

| Plaats    | Naam            | Ploeg       | Punten |
| --------- | --------------- | ----------- | ------ |
| Rode trui | Linus Gerdemann | MTN-Qhubeka | 33     |
| 2         | Ilnur Zakarin   | RusVelo     | 27     |
| 3         | Vitali Boets    | Kolss       | 21     |

| Plaats     | Naam               | Ploeg            | Tijd      |
| ---------- | ------------------ | ---------------- | --------- |
| Witte trui | Robert Power       | Australië        | 20u39'48" |
| 2          | Emanuel Buchmann   | Rad-Net Rose     | + 3"      |
| 3          | Fredrik Ludvigsson | Giant-Shimano DT | + 2'08"   |

## Klassementenverloop
| Etappe       | Winnaar          | Algemeen klassement · | Puntenklassement · | Bergklassement · | Jongerenklassement · | Ploegenklassement |
| ------------ | ---------------- | --------------------- | ------------------ | ---------------- | -------------------- | ----------------- |
| 1            | Kenny van Hummel | Kenny van Hummel      | Kenny van Hummel   | Vitali Boets     | Alex Frame           | Adria Mobil       |
| 2            | Primož Roglič    | Will Clarke           | Kenny van Hummel   | Primož Roglič    | Fredrik Ludvigsson   | Adria Mobil       |
| 3            | Youcef Reguigui  | Will Clarke           | Matej Mugerli      | Primož Roglič    | Fredrik Ludvigsson   | Adria Mobil       |
| 4            | Linus Gerdemann  | Ilnur Zakarin         | Vitali Boets       | Linus Gerdemann  | Robert Power         | Kolss             |
| 5            | Justin Jules     | Ilnur Zakarin         | Vitali Boets       | Linus Gerdemann  | Robert Power         | Kolss             |
| 0Eindstanden | 0Eindstanden     | Ilnur Zakarin         | Vitali Boets       | Linus Gerdemann  | Robert Power         | Kolss             |

## UCI Europe Tour
In deze Ronde van Azerbeidzjan zijn punten te verdienen voor de ranking in de UCI Europe Tour 2014. Enkel renners die uitkomen voor een (pro-)continentale ploeg, maken aanspraak om punten te verdienen.
| Positie                      | 1e | 2e | 3e | 4e | 5e | 6e | 7e | 8e | 9e | 10e | 11e | 12e |
| Eindklassement               | 80 | 56 | 32 | 24 | 20 | 16 | 12 | 8  | 7  | 6   | 5   | 3   |
| Per etappe                   | 16 | 11 | 6  | 5  | 4  | 2  |    |    |    |     |     |     |
| Drager leiderstrui (per dag) | 8  |    |    |    |    |    |    |    |    |     |     |     |

| #  | Renner                     | Ploeg                  | Punten |
| -- | -------------------------- | ---------------------- | ------ |
| 1  | Ilnur Zakarin              | RusVelo                | 99     |
| 2  | Vitali Boets               | Kolss                  | 87     |
| 3  | Darren Lapthorne           | Drapac                 | 36     |
| 4  | Youcef Reguigui            | MTN-Qhubeka            | 31     |
| 5  | Will Clarke                | Drapac                 | 27     |
| 6  | Radoslav Rogina            | Adria Mobil            | 26     |
| 7  | Kenny van Hummel           | Androni Giocattoli     | 24     |
| 7  | Matej Mugerli              | Adria Mobil            | 24     |
| 9  | Lluís Mas                  | Caja Rural-Seguros RGA | 23     |
| 10 | Sergej Lagkoeti            | Kolss                  | 20     |
| 11 | Primož Roglič              | Adria Mobil            | 16     |
| 11 | Linus Gerdemann            | MTN-Qhubeka            | 16     |
| 11 | Justin Jules               | La Pomme Marseille     | 16     |
| 14 | Robert Power               | Australië              | 12     |
| 15 | Rafael Andriato            | Neri Sottoli           | 10     |
| 16 | Emanuel Buchmann           | Rad-Net Rose           | 8      |
| 17 | Rémy Di Grégorio           | La Pomme Marseille     | 7      |
| 17 | Peio Bilbao                | Caja Rural-Seguros RGA | 7      |
| 19 | Davide Viganò              | Caja Rural-Seguros RGA | 6      |
| 19 | Kristian Haugaard Jensen   | Giant-Shimano DT       | 6      |
| 19 | Adrian Honkisz             | CCC Polsat Polkowice   | 6      |
| 22 | Maksym Averin              | Synergy Baku           | 5      |
| 22 | Shane Archbold             | An Post-Chainreaction  | 5      |
| 24 | Joël Zangerlé              | Leopard DT             | 3      |
| 25 | Jacques Janse Van Rensburg | MTN-Qhubeka            | 2      |

2012 · 
2013 · 
2014 · 
2015 · 
2016 · 
2017
Etappewedstrijden

 Ster van Bessèges ·
 Ronde van de Middellandse Zee ·
 Ruta del Sol ·
 Ronde van de Algarve ·
 Ronde van de Haut-Var ·
 Driedaagse van West-Vlaanderen ·
 Internationale Wielerweek ·
 Internationaal Wegcriterium ·
 Driedaagse van De Panne-Koksijde ·
 Ronde van de Sarthe ·
 Ronde van Trentino ·
 Ronde van Turkije ·
 Vierdaagse van Duinkerke ·
 Ronde van Azerbeidzjan ·
 Szlakiem Grodów Piastowskich ·
 Ronde van Castilië en León ·
 Ronde van Picardië ·
 Ronde van Noorwegen ·
 World Ports Classic ·
 Ronde van Beieren ·
 Ronde van België ·
 Tour des Fjords ·
 Ronde van Estland ·
 Ronde van Luxemburg ·
 Boucles de la Mayenne ·
 Ster ZLM Toer ·
 Ronde van Slovenië ·
 Route du Sud ·
 Ronde van Oostenrijk ·
 Sibiu Cycling Tour ·
 Ronde van Wallonië ·
 Ronde van Portugal ·
 Ronde van Denemarken ·
 Ronde van de Ain ·
 Ronde van Burgos ·
 Arctic Race of Norway ·
 Ronde van de Limousin ·
 Ronde van Poitou-Charentes ·
 Ronde van Groot-Brittannië ·
 Ronde van Gévaudan Languedoc-Roussillon ·
 Eurométropole Tour
Eendaagse wedstrijden

 GP La Marseillaise ·
 Grote Prijs van de Etruskische Kust ·
 Trofeo Palma ·
 Trofeo Ses Salines ·
 Trofeo Serra de Tramuntana ·
 Trofeo Platja de Muro ·
 Trofeo Laigueglia ·
 Ronde van Murcia ·
 Omloop Het Nieuwsblad ·
 Classic Sud Ardèche ·
 GP Lugano ·
 Clásica de Almería ·
 Kuurne-Brussel-Kuurne ·
 La Drôme Classic ·
 Le Samyn ·
 GP Città di Camaiore ·
 Strade Bianche ·
 Roma Maxima ·
 Ronde van Drenthe ·
 Dwars door Drenthe ·
 Nokere Koerse ·
 GP Nobili Rubinetterie ·
 Handzame Classic ·
 Classic Loire-Atlantique ·
 Grote Prijs van Cholet-Pays de Loire ·
 Dwars door Vlaanderen ·
 Route Adélie de Vitré ·
 Volta Limburg Classic ·
 Grote Prijs Miguel Indurain ·
 Ronde van La Rioja ·
 Scheldeprijs ·
 GP Cerami ·
 Klasika Primavera ·
 Parijs-Camembert ·
 Brabantse Pijl ·
 GP Denain ·
 Ronde van de Finistère ·
 Tro Bro Léon ·
 Ronde van Keulen ·
 La Roue Tourangelle ·
 Rund um den Finanzplatz Eschborn-Frankfurt ·
 Ronde van de Somme ·
 ProRace Berlin ·
 Grote Prijs van Plumelec ·
 Boucles de l'Aulne ·
 Ronde van Zeeland Seaports ·
 GP Kanton Aargau ·
 Ronde van Limburg ·
 Ronde van de Apennijnen ·
 Halle-Ingooigem ·
 Prueba Villafranca de Ordizia ·
 GP Industria & Artigianato-Larciano ·
 Ronde van Toscane ·
 Circuito de Getxo ·
 Polynormande ·
 RideLondon Classic ·
 GP Stad Zottegem ·
 Arnhem-Veenendaal Classic ·
 Châteauroux Classic de l'Indre ·
 Druivenkoers Overijse ·
 Brussels Cycling Classic ·
 GP Fourmies ·
 Ronde van de Doubs ·
 GP Jef Scherens ·
 Coppa Bernocchi ·
 GP van Wallonië ·
 Coppa Agostoni ·
 Ronde van de Drie Valleien ·
 Kampioenschap van Vlaanderen ·
 Grote Prijs Impanis-Van Petegem ·
 Memorial Marco Pantani ·
 GP Industria & Commercio di Prato ·
 GP van Isbergues ·
 Omloop van het Houtland ·
 Duo Normand ·
 Milaan-Turijn ·
 Ronde van het Münsterland ·
 Ronde van de Vendée ·
 Memorial Frank Vandenbroucke ·
 Coppa Sabatini ·
 Parijs-Bourges ·
 Ronde van Emilia ·
 Parijs-Tours ·
 GP Beghelli ·
 Nationale Sluitingsprijs ·
 Chrono des Nations